# Заднево (Бережковське сільське поселення)
Заднево (рос. Заднево) — присілок у Волховському районі Ленінградської області Російської Федерації.
Населення становить 31 особу. Належить до муніципального утворення Бережковське сільське поселення.

## Історія
Згідно із законом № 56-оз від 6 вересня 2004 року належить до муніципального утворення Бережковське сільське поселення.

## Населення
| 1838 | 1862 | 1885 | 1997 | 2007 | 2010 | 2017 |
| ---- | ---- | ---- | ---- | ---- | ---- | ---- |
| 218  | ↗298 | ↘212 | ↘13  | ↗48  | ↗55  | ↘31  |